# Emir Krajišnik
Emir Krajišnik (* 1954 in Banja Luka) ist ein Maler, Bildhauer und Videokünstler. Von 1975 bis 1980 studierte er an der Kunsthochschule in Belgrad. Seit 1991 lebt er in Schweden.
Seit 1992 betreibt er eine Galerie in Gävle, wo auch ein Stipendium der Stadt erhielt und einige seiner Skulpturen im öffentlichen Raum zu sehen sind. Neben verschiedenen Ausstellungen in Gävle und Stockholm war 2003 auch eine Exposition seiner Werke in der Cité Internationale des Arts Paris zu sehen. Daneben beteiligte er sich an den internationalen Skulpturensymposien 2000, dem Forma Viva, in Portorož (Slowenien) und 2004 in Volterra (Italien).
Neben seiner Arbeit als bildender Künstler wirkt er auch als Videofilmer. Er produzierte einige Kurzfilme im DVCAM-Format, so zum Beispiel im Jahr 2002 den Kurzspielfilm Getterna i Maléas.
| Personendaten    | Personendaten                                 |
| ---------------- | --------------------------------------------- |
| NAME             | Krajišnik, Emir                               |
| KURZBESCHREIBUNG | bosnischer Maler, Bildhauer und Videokünstler |
| GEBURTSDATUM     | 1954                                          |
| GEBURTSORT       | Banja Luka, Bosnien-Herzegowina               |